# Pallissa del Mas de Santaeugènia
La Pallissa del Mas de Santaeugènia és una obra de Tagamanent (Vallès Oriental) inclosa a l'Inventari del Patrimoni Arquitectònic de Catalunya.

## Descripció
Casa perpendicular al mas de Santa Eugènia. Una escala exterior, davant de la façana, condueix a la porta d'entrada d'arc de mig punt adovellada, quedant així a l'alçada del primer nivell. En el llenç de mur que conforma l'escala s'inscriu, també, un arc de mig punt adovellat i obert. Dues finestres a la façana, la de dalt allindada i motllurada, mentre que la de sota té ampit de pedra amb una escletxa en posició vertical. La teulada és a dues vessants i amb ràfec a la catalana; resta molt reformada. El cos de la dreta és posterior, però segueix la tipologia de la casa. Edifici molt restaurat.

## Història
La part més antiga data del segle xvi. Per altra banda, sabem que la pallissa es feu una mica després que el mas. Per més informació vegeu fitxa del mas Santa Eugènia.